# Pernille Vermund

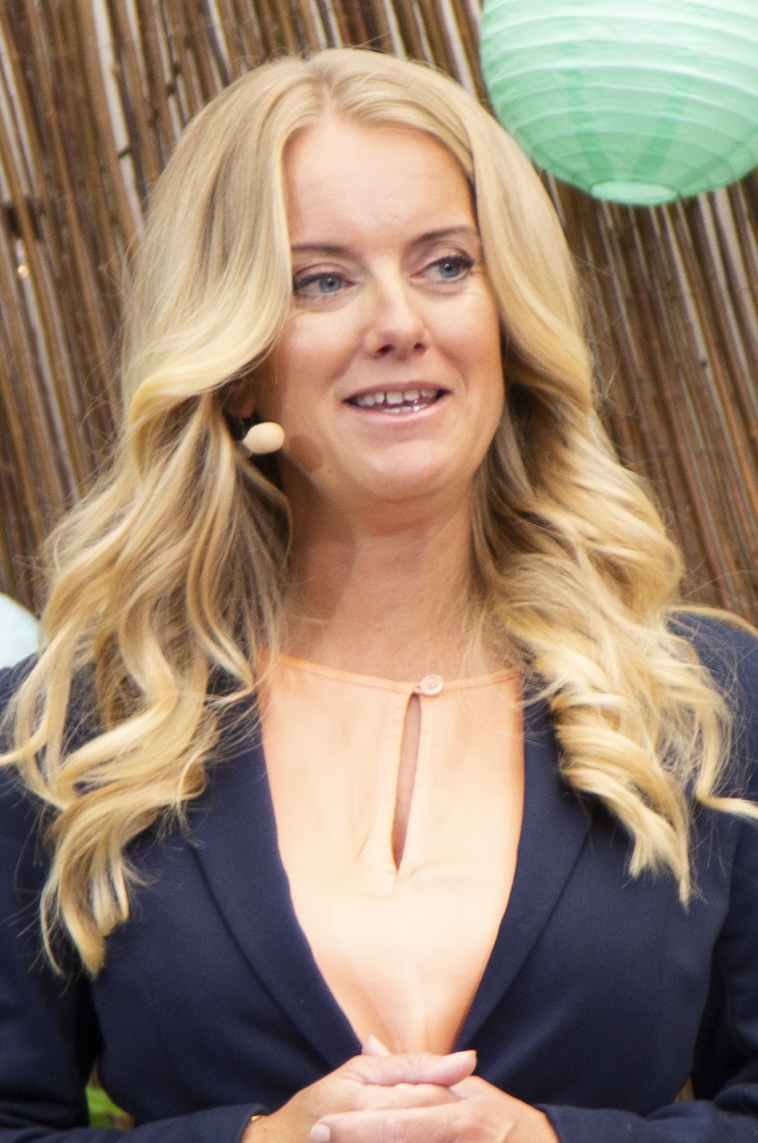
Pernille Vermund i juli 2020.

Pernille Vermund Gere, född den 3 december 1975 i Köpenhamn, är en dansk arkitekt och borgerlig politiker. Hon är medgrundare av och partiledare för det danska nationalkonservativa partiet Nya Borgerliga.

### Fotnoter
1. ↑  ”Nyt parti udfordrer LA og DF: Vi er de RIGTIGE konservative”. www.bt.dk. http://www.bt.dk/politik/nyt-parti-udfordrer-la-og-df-vi-er-de-rigtige-konservative. Läst 19 juni 2016.